# Hermitage (Pennsylvanie)
Pour les articles homonymes, voir Hermitage.
Hermitage est une localité américaine située dans le comté de Mercer, en Pennsylvanie. Dans le centre-ville se trouve notamment un centre commercial ouvert en 1975, le Shenango Valley Mall.